# 오시마촌 (니가타현 히가시쿠비키군)
오시마촌(大島村)은 니가타현 남서에 위치했던 촌이다. 우라가와라촌으로의 통근율은 10.5%(2000년 인구 조사).2005년 1월 1일 조에쓰 시에 편입해 촌역은 지역 자치구 「오시마 구」가 되었다

## 역사
- 1889년 4월 1일 - 정촌제 시행과 함께 히가시쿠비키군 오시마촌이 성립하였다.
- 1901년 11월 1일 - 히가시쿠비키군 니카미촌, 모토호쿠라촌이 합병해 오시마촌이 신설되었다.
- 1955년 3월 31일 - 히가시쿠비키군 호쿠라촌, 아사히촌 합병해 오시마촌이 신설되었다.
- 2005년 1월 1일 - 조에쓰시에 편입해 지역자치구인 오시마구가 되었다.

## 인구
| 가구          | 가구수 | 합계  | 남자  | 여자  |
| ------------- | ------ | ----- | ----- | ----- |
| 다이쇼 9년    |        | 6,694 | 3,384 | 3,310 |
| 쇼와 22년     |        | 7,777 | 3,726 | 4,051 |
| 쇼와 25년     |        | 7,654 | 3,708 | 3,946 |
| 쇼와 30년     |        | 7,363 | 3,582 | 3,781 |
| 쇼와 35년     |        | 6,804 | 3,316 | 3,488 |
| 쇼와 40년     | 1,219  | 5,965 | 3,384 | 3,310 |
| 쇼와 45년     | 1,158  | 5,018 | 2,456 | 2,562 |
| 쇼와 50년     | 1,060  | 4,344 | 2,136 | 2,208 |
| 쇼와 55년     | 1,022  | 3,939 | 1,912 | 2,027 |
| 쇼와 60년     | 0915   | 3,391 | 1,657 | 1,734 |
| 헤이세이 2년  | 0876   | 3,100 | 1,501 | 1,599 |
| 헤이세이 7년  | 0800   | 2,776 | 1,335 | 1,441 |
| 헤이세이 12년 | 0749   | 2,480 | 1,182 | 1,298 |
| 헤이세이 17년 | 0723   | 2,249 | 1,076 | 1,173 |

## 교통

### 도로
- 국도 253호선
- 국도 403호선

### 철도
- 호쿠에쓰 급행
  - 호쿠호쿠 선

## 같이 보기
- 조에쓰시